# Joseph Brahim Seid
Joseph Brahim Seid (1927-1980) est un homme politique et écrivain tchadien.
Il a été ministre de la Justice de son pays de 1966 à 1975.
Comme écrivain, il est connu pour ses œuvres telles que Au Tchad sous les étoiles (1962) et Un enfant du Tchad (1967), qui est basé sur sa propre vie. Par ailleurs Joseph Brahim Seid est le premier bachelier tchadien,. Écrivain tchadien, il fait partie de plusieurs associations comme l'institut international de droit d’expression et d’inspiration françaises (IDEF).